# هوغو هاردي
هوغو هاردي (بالألمانية: Hugo Hardy)‏ هو محامي ألماني، ولد في 1878 في هامبورغ في ألمانيا، وتوفي في 8 أكتوبر 1936 في برلين في ألمانيا.

## وصلات خارجية
- هوغو هاردي على موقع الاتحاد الدولي لكرة المضرب (الإنجليزية)
- هوغو هاردي على موقع أوليمبيديا (الإنجليزية)